# Montevarchi Calcio Aquila 1902 1996-1997
Questa voce raccoglie le informazioni riguardanti il Montevarchi Calcio Aquila 1902 nelle competizioni ufficiali della stagione 1996-1997.

## Rosa
| N. |                   | Ruolo | Calciatore           |
| -- | ----------------- | ----- | -------------------- |
|    | Italia (bandiera) | C     | Angelo Affatigato    |
|    | Italia (bandiera) | P     | Federico Bigliazzi   |
|    | Italia (bandiera) | C     | Emiliano Bini        |
|    | Italia (bandiera) | C     | Paolo Cangini        |
|    | Italia (bandiera) | A     | Guido Carboni        |
|    | Italia (bandiera) | D     | Ivano Cardarelli     |
|    | Italia (bandiera) | D     | Giampaolo Ceramicola |
|    | Italia (bandiera) | D     | Damiano Cesari       |
|    | Italia (bandiera) | D     | Marco Chirico        |
|    | Italia (bandiera) | C     | Christian Cimarelli  |
|    | Italia (bandiera) | A     | Gianni Comandini     |
|    | Italia (bandiera) | A     | Enrico D'Aniello     |
|    | Italia (bandiera) | C     | Andrea Del Bianco    |
|    | Italia (bandiera) | C     | Alessio Di Mella     |
|    | Italia (bandiera) | D     | Fabio Di Sole        |

| N. |                   | Ruolo | Calciatore             |
| -- | ----------------- | ----- | ---------------------- |
|    | Italia (bandiera) | A     | Firmino Elia           |
|    | Italia (bandiera) |       | Galli                  |
|    | Italia (bandiera) | A     | Giovanni Ianuale       |
|    | Italia (bandiera) | C     | Roberto Labardi        |
|    | Italia (bandiera) | A     | Federico Lauria        |
|    | Italia (bandiera) | C     | Achille Mazzoleni      |
|    | Italia (bandiera) | C     | Sandro Melotti         |
|    | Italia (bandiera) | C     | Massimiliano Menchetti |
|    | Italia (bandiera) | D     | Alberto Morbidelli     |
|    | Italia (bandiera) | D     | Davide Ratti           |
|    | Italia (bandiera) | D     | Valiant Rosati         |
|    | Italia (bandiera) | C     | Andrea Sena            |
|    | Italia (bandiera) | C     | Cristiano Signorini    |
|    | Italia (bandiera) | P     | Cristian Tosti         |
|    | Italia (bandiera) | D     | Mario Volcan           |
|    | Italia (bandiera) | P     | Alex Adani             |

## Risultati

### Campionato

#### Girone di andata
| 1º settembre 1996 1ª giornata | Montevarchi | 0 – 0 | Prato |  |

| 8 settembre 1996 2ª giornata | Pistoiese | 1 – 0 | Montevarchi |  |

| 15 settembre 1996 3ª giornata | Montevarchi | 0 – 0 | Novara |  |

| 22 settembre 1996 4ª giornata | Alzano Virescit | 1 – 1 | Montevarchi |  |

| 29 settembre 1996 5ª giornata | Montevarchi | 1 – 0 | Alessandria |  |

| 6 ottobre 1996 6ª giornata | Siena | 2 – 0 | Montevarchi |  |

| 20 ottobre 1996 7ª giornata | Montevarchi | 0 – 0 | Spezia |  |

| 27 ottobre 1996 8ª giornata | Treviso | 3 – 1 | Montevarchi |  |

| 3 novembre 1996 9ª giornata | Montevarchi | 0 – 1 | Monza |  |

| 10 novembre 1996 10ª giornata | Montevarchi | 0 – 0 | Carpi |  |

| 24 novembre 1996 11ª giornata | Brescello | 1 – 2 | Montevarchi |  |

| 1º dicembre 1996 12ª giornata | Montevarchi | 2 – 1 | Saronno |  |

| 8 dicembre 1996 13ª giornata | Modena | 1 – 1 | Montevarchi |  |

| 15 dicembre 1996 14ª giornata | SPAL | 1 – 0 | Montevarchi |  |

| 22 dicembre 1996 15ª giornata | Montevarchi | 1 – 1 | Carrarese |  |

| 29 dicembre 1996 16ª giornata | Fiorenzuola | 2 – 1 | Montevarchi |  |

| 12 gennaio 1997 17ª giornata | Montevarchi | 2 – 1 | Como |  |

#### Girone di ritorno
| 19 gennaio 1997 17ª giornata | Prato | 2 – 2 | Montevarchi |  |

| 26 gennaio 1997 19ª giornata | Montevarchi | 3 – 1 | Pistoiese |  |

| 2 febbraio 1997 20ª giornata | Novara | 1 – 1 | Montevarchi |  |

| 9 febbraio 1997 21ª giornata | Montevarchi | 3 – 2 | Alzano Virescit |  |

| 16 febbraio 1997 22ª giornata | Alessandria | 0 – 0 | Montevarchi |  |

| 23 febbraio 1997 23ª giornata | Montevarchi | 0 – 0 | Siena |  |

| 2 marzo 1997 24ª giornata | Spezia | 0 – 0 | Montevarchi |  |

| 9 marzo 1997 25ª giornata | Montevarchi | 1 – 1 | Treviso |  |

| 16 marzo 1997 26ª giornata | Monza | 1 – 2 | Montevarchi |  |

| 29 marzo 1997 27ª giornata | Carpi | 1 – 2 | Montevarchi |  |

| 6 aprile 1997 28ª giornata | Montevarchi | 2 – 1 | Brescello |  |

| 13 aprile 1997 29ª giornata | Saronno | 1 – 0 | Montevarchi |  |

| 20 aprile 1997 30ª giornata | Montevarchi | 1 – 4 | Modena |  |

| 27 aprile 1997 31ª giornata | Montevarchi | 0 – 0 | SPAL |  |

| 4 maggio 1997 32ª giornata | Carrarese | 0 – 0 | Montevarchi |  |

| 11 maggio 1997 33ª giornata | Montevarchi | 2 – 2 | Fiorenzuola |  |

| 18 maggio 1997 34ª giornata | Como | 2 – 2 | Montevarchi |  |